# Wolfgang Schollmeyer
Wolfgang Schollmeyer (* 31. Dezember 1933 in Celle; † 25. Oktober 2014) war ein deutscher Jurist, Verwaltungsbeamter und Politiker (SPD).

## Leben und Beruf
Nach dem Abitur studierte Schollmeyer Rechtswissenschaften. Er wurde 1963 als Rechtsanwalt zugelassen, trat 1965 in den Dienst des Landes Niedersachsen ein und war seit 1968/69 als Verkehrs- und Pressedezernent beim Regierungspräsidenten in Hannover tätig. 1973 wechselte er in die Verwaltung des Deutschen Bundestages. Hier fungierte er u. a. als leitender Beamter beim Amt des Wehrbeauftragten und Leiter der Unterabteilung „Wissenschaftlicher Fachdienst“ (ab 2006 Wissenschaftliche Dienste des Deutschen Bundestages). 1994 schied er als Ministerialdirigent aus dem öffentlichen Dienst aus. Ab 1995 betrieb er eine eigene Rechtsanwaltspraxis in Berlin-Kreuzberg.

## Politik
Schollmeyer war seit 1962 Mitglied der SPD. Er war seit 1964 Ratsmitglied der Stadt Celle und wurde dort 1965 Senator. Dem Deutschen Bundestag gehörte er von 1969 bis 1972 an. Er war über die Landesliste Niedersachsen ins Parlament eingezogen.

## Ehrungen
- Bundesverdienstkreuz am Bande, 1987

## Weblink
- https://kgparl.de/

| Personendaten    | Personendaten                                                 |
| ---------------- | ------------------------------------------------------------- |
| NAME             | Schollmeyer, Wolfgang                                         |
| KURZBESCHREIBUNG | deutscher Jurist, Verwaltungsbeamter und Politiker (SPD), MdB |
| GEBURTSDATUM     | 31. Dezember 1933                                             |
| GEBURTSORT       | Celle                                                         |
| STERBEDATUM      | 25. Oktober 2014                                              |